# Kertamanah
Kertamanah is een bestuurslaag in het regentschap Purwakarta van de provincie West-Java, Indonesië. Kertamanah telt 2458 inwoners (volkstelling 2010).